# میان‌دشت
میان‌دشت، روستایی است از توابع بخش آب‌پخش در شهرستان دشتستان استان بوشهر ایران.
روستای میاندشت (چه مشکی قدیم) یکی از روستای سرسبز استان بوشهر می‌باشد که وسط دشت واقع شده‌است و به همین خاطر نام آن از چه مشکی به میان دشت تغییر پیدا کرد
البته نام چه مشکی را هم بر این اساس در گذشته برای آن انتخاب کرده بودند چون در سمت مغرب خود زمین‌های سرسبز به چشمه ای جوشان بوده و در فصل بهار گل خوشبویی به نام بید مشک در آنجا سبز می‌شده‌است؛ و به همین خاطر اسم آن را چه مشک می‌نامند. بنیان‌گذار این روستای زیبا خانواده خزائی است.

## جمعیت
این روستا در دهستان درواهی قرار داشته و براساس سرشماری سال ۱۳۸۵ جمعیت آن ۹۷۶نفر (۱۹۷خانوار) می‌باشد.
البته قبل از تشکیل این روستا، در سمت غرب و شمال غرب مکان فعلی روستای میاندشت محل زندگی مردمان بوده‌است؛ که اطاعات مبثوتی از وضعیت آن در دست نیست و هیچ گونه آثار مکتوبی در این زمینه وجود ندارد و تنها آثار شفاهی و نقل و قول از معمریم می‌باشد؛ که در این نوشتار به صورت خلاصه بیان می‌گردد.
چاه مشکی: نام این روستا از کلمه چاه (مخفف چاه) و مشک یا مشک (مخفف بوی خوش) بوده‌است و وجه تشمیه آن بخاطر وجود چاه‌ها و قناتی در این محدوده جغرافیایی بوده و توسط گل‌ها و گیاهان خوش‌بو محصور شده بود و هر رهگذری که از این منطقه می‌گذشت متوجه این بوی خوش می‌شد؛ لذا این منطقه به چه موشکی (در گویش محلی) نام گرفت؛ که متأسفانه به علت استعمال غلط بعضی افراد، مسئولین به چاه موشی نام‌گذاری شد. البته مدتی است که نام آن اصلاح شده‌است و به میاندشت تغییر نام یافته‌است.
مردمان
این منطقه این سرزمین را برای سکونت به خاطر وجود چاه‌های کم عمق و عمیق مستعد برای کشاورزی انتخاب نمودند؛ و کار کشاورزی در میان آنان رونق فراوانی داشت. البته بر اساس آثار بجا مانده از آنان شغل کشاورزی و سفال‌گری و کوزه‌گری در میان آنان رایج بوده‌است. این روستا در مسیر عبور مرور تجار و بازرگان و مردمانی بوده‌است که از منطقه قلعه ای بهرام آباد سایر روستاها و شهرها به سمت بندر ریگ و گناوه عبور و مرورداشته‌اند. از این منظر نیز خرید و فروش صنایع ای نیز کوزه و ظرف سفالی در این منطقه صورت می‌گرفته‌است. البته به نظر می‌رسد فروش محصولات کشاورزی به مسافران و بازرگانان نظیر گندم، جو، تنباکو بیشتر بوده‌است. بر اساس بعضی یافته‌ها در این منطقه می‌توان به بعضی ظروف و سکه‌ها اشاره کرد. می‌بایست حضور مردمان را در این منطقه را مقارن با حکومت قاجاریه در ایران پیش‌بینی کرد. در این که چرا خالی از سکنه شده و به نابودی گراییده علت‌های مختلفی را ذکر کرده‌اند، گروهی شیوه بیماری‌های مسری نظیر طاعون و وبا را علت مرگ آنان دانسته، گروهی دیگر درگیری‌های قومی و اختلافات خانوادگی و کشت و کشتار بین آنان را علت نابودی آنان دانسته و گروهی نیز کوچ کردن همه آنان از این منطقه را علت وجود قحط سالی و خشکسالی‌های طولانی برشمردند که به نظر می‌رسد همین علت سوم منطقی برسد چرا که در این منطقه آثار مرگ و می زیاد نظیر اجساد یا قبرستان اصلاً نه به چشم می‌خورد نه تا کنون نقل شده‌است. البته بعضی هر سه عامل را دخیل در این قضیه می‌دانند. پس از چندین سال از نابودی آن تمدن در آن منطقه چند نفر که شغل دامداری گله داری را داشته‌اند به منطقه فعلی و کنونی پا گذاشتند. در رس این چندنفر و بزرگ این‌ها شیخ کرم خزایی بود. پس از سکونت وی و همراهانش در این منطقه بستگان او، وسایر طوائف دیگر به این منطقه پا گذاشتند. البته منطقه ای را که اینان برای سکونت اختیار نمودند در همان مکان قبلی که مردمان قدیم زندگی می‌کردند نبوده‌است. از جمله طوائفی که بعداً به این نقل مکان کردند عبارتنداز طایفه نوشاد، خزایی، صمصامی، محمودی، رضایی، حسن پور، کهنسال…